# Spirit of the Night
Spirit of the Night é uma canção da cantora sanmarinense Valentina Monetta e do cantor americano Jimmie Wilson. Eles irão representar o São Marino no Festival Eurovisão da Canção 2017. Esta será a quarta vez que Valentina cantará na Eurovisão. Monetta fica assim empatada com Elisabeth Andreassen e Sue dos Peter, Sue & Marc como a mulher que mais vezes foi ao Festival Eurovisão da Canção (4 vezes).